# فينيق (طائر)

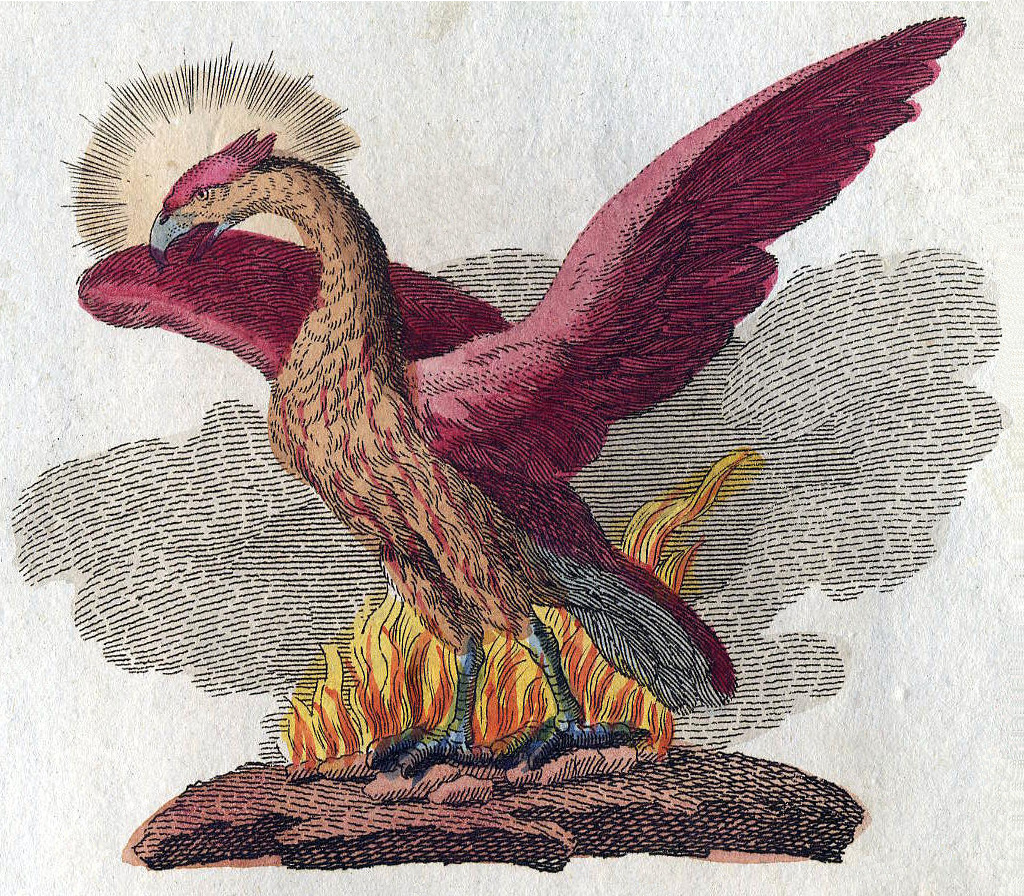
طائر الفينيق في كتاب المخلوقات الأسطورية لفريدريش جوستين.

الفينيق أو الفُونقس أو الفنقس أو الطائر الفينيقي حسبما يُسمى في أساطير الإغريق، كذلك يعرف عند الفرس باسم الققنس أو الققنوس؛ هو طائر عجيب يجدد نفسه ذاتيًا بشكل متكرر. فهو يولد من رماد احتراق جسده. وفي التسجيلات التاريخية، نجد الفينيق يرمز تارة إلى الإمبراطورية الرومانية وتارة أخرى إلى التقمص في الفلسفة، وأخرى إلى البعث بعد الموت.
نجد لهذا الطائر نظراء في ثقافات أخرى، مثل العنقاء عند العرب وسيمرغ والهوما عند الفرس والفنغهوانغ عند الصينيين وقنرل عند الأتراك.

## فرضية الأصل المصري وبينو
يشير الخطاب الكلاسيكي حول موضوع طائر الفينيق إلى أصل محتمل لعنقاء طائر الفينيق في مصر القديمة. يقدم هيرودوت، الذي كتب في القرن الخامس قبل الميلاد، سردًا متشككًا إلى حد ما للعنقاء. فمثلا:
في القرن التاسع عشر، بدا أن الشكوك الدراسية تأكدت من خلال اكتشاف أن المصريين في أون قد كرموا بينو، وهو طائر شمسي مشابه في بعض النواحي لطائر العنقاء اليوناني. ومع ذلك، فإن المصادر المصرية فيما يتعلق ببينو غالبًا ما تكون إشكالية ومفتوحة لمجموعة متنوعة من التفسيرات. قد تكون بعض هذه المصادر قد تأثرت في الواقع بالمفاهيم اليونانية لعنقاء طائر الفينيق، وليس العكس.